# Emblema de la Unión Africana
El emblema o símbolo de Unión Africana está compuesto por dos circunferencias concéntricas: la exterior es de color dorado y la interior, verde. Dentro de la circunferencia verde, en el centro del emblema, figura un mapa de África de color dorado.
La circunferencia dorada simboliza la riqueza y el futuro brillante deseado para África. La circunferencia de color verde representa las esperanzas y aspiraciones africanas. El mapa del continente africano, sin sus fronteras interiores, alude a la unidad africana.  
Los círculos y el mapa aparecen rodeados por una corona vegetal formada por dos ramas de  palma que simboliza la paz.
En la parte inferior del emblema figuran,  en una cinta dorada, siete anillos rojos entrelazados que representan la solidaridad africana y la sangre derramada durante la liberación del continente.